# Coris atlantica
Coris atlantica es una especie de peces de la familia Labridae en el orden de los Perciformes.

## Distribución geográfica
Se encuentra en el Atlántico oriental.